# L'Étamville
L'Étamville, également L'Étanville et Létanville, est une ancienne commune française du département du Calvados. 
En 1824, la commune est supprimée et rattachée à Grandcamp.

## Source
- Des villages de Cassini aux communes d'aujourd'hui, « Notice communale : L'Étamville », sur ehess.fr, École des hautes études en sciences sociales.